# Waterkastelenroute
De Waterkastelenroute (Duits: Die Wasserburgen-Route) is een lange afstandsfietsroute in Duitsland. De route maakt een lus door de deelstaat Noordrijn-Westfalen. Het zuidelijke deel van de route tussen Aken en Bad Godesberg bij Bonn maakt in zijn geheel uit van de internationale langeafstandsfietsroutes EuroVelo EV3 Pelgrimsroute. Het traject is bewegwijzerd in twee richtingen. 

## Traject
De route doorkruist Noordrijn-Westfalen. De route is vernoemd naar de vele waterkastelen die ze onderweg aandoet. Onderweg zijn er veel bezienswaardigheden zoals waterkastelen als Slot Drachenburg, Burg Adendorf, Burg Gudenau, maar ook de Rur met het stuwmeer van Obermaubach en de Rijn nabij Bonn. Het dal van de Rur wordt gevolgd tussen Kreuzau en Heimbach bij de Rurtalsperre. De route loopt door de Eifel en doet ook de stad Aken met zijn vele bezienswaardigheden aan. 
Het zuidelijk deel van de route tussen Aken en Bad Godesberg (Bonn) loopt parallel met de EuroVelo EV3 Pelgrimsroute en de landelijke route D4 - Middenlandroute. In Aken kan de EV3 verder worden gevolgd naar het Drielandenpunt en België (aansluitingen op RAVeL Ligne 38, LF Heuvelroute en RV4b Est Herve-Fagne), of kan worden aangesloten op de Vennbahn welke hier start. In Bad Godesberg kan de EV3 worden vervolgd of kan worden aangesloten op de EV4 Midden-Europaroute en de EV15 Rijnroute welke beiden de Rijn volgen. Ook kan in Bonn worden aangesloten op de Siegradweg welke het verloop van de Sieg volgt.

## Aansluitingen met Europese routes
- In Bad Godesberg (bij Bonn) sluit de route aan op de EuroVelo EV4 Midden-Europaroute en de EuroVelo EV15 Rijnroute.
- Het zuidelijk traject van de route loopt tussen Aken en Bad Godesberg het gehele traject parallel met de EuroVelo EV3 Pelgrimsroute.

## Aansluitingen met andere fietsroutes
- In Bonn kan worden aangesloten op de Siegradweg.
- In Jülich kruist de route de RurUfer-Radweg.
- In Aken kan worden aangesloten op de Vennbahn.
- Vanuit Aken kan worden aangesloten op de RAVeL Ligne 38 en hierdoor op de LF Heuvelroute en de RV4b. Ook kan vanuit Aken worden aangesloten op de Heuvelland-Fietsroute en zo op de LF Maasroute (en EuroVelo EV19 Maasroute) bij Maastricht).
- Tussen Kreuzau en Heimbach loopt de route parallel met de RurUfer-Radweg.
- Het zuidelijke traject van de route loopt tussen Aken en Bad Godesberg het gehele traject parallel aan de landelijke route D4 - Middenlandroute.
- Op elk willekeurig punt kan gebruik worden gemaakt van het fietsroutenetwerk ter plaatse.